# 李適
李適（?—?），字子至，雍州万年（今陕西省西安市）人，唐朝官员。
李適举进士，初任猗氏县尉。武则天修《三教珠英》，以李峤、张昌宗为使，选取文学士参与，于是李適与王无竞、尹元凯、富嘉谟、宋之问、沈佺期、阎朝隐、刘允济在选。书成，担任户部员外郎，兼修书学士。唐中宗景龙二年，在修文馆置大学士四员、学士八员，直学士十二员，象征四时、八节、十二月。李峤、宗楚客、赵彦昭、韦嗣立为大学士，李適、刘宪、崔湜、郑愔、卢藏用、李乂、岑羲、刘子玄为学士。景龙年间，官至中书舍人。唐睿宗时，待诏宣光阁，再选工部侍郎。天台道士司马承祯被征召至京师。回去的时候，李適赠诗，序其高尚之致，其词甚美，当时朝廷之士，无不和诗，共三百余人。徐彦伯编叙称之为《白云记》。
李適曾经梦见与人谈论大衍之数，醒来说：“我的寿数将尽于此吗！”对其子说：“霸陵原西视京师，我很喜欢，可营墓，种植十棵松树。”没有患病时，穿好衣冠前往，躺在石榻上，把自己所写《九经要句》及素琴置于前，士人称道他的通达。四十九岁去世，赠贝州刺史。